# ألبانيا في الألعاب الأولمبية الصيفية 2016
نافست ألبانيا في دورة الألعاب الأولمبية الصيفية 2016 في ريو دي جانيرو، البرازيل، من 05-21 أغسطس 2016. وكان هذا الظهور الثامن للبلاد في دورة الألعاب الاولمبية على الرغم من أنها قد ظهرت لأول مرة في عام 1972. واللجنة الأولمبية الوطنية ألبانيا سترسل حوالي ستة رياضيين، ثلاثة رجال وثلاث نساء، للتنافس في ثلاثة الرياضية.